# Entidade de utilidade pública
Entidade de utilidade pública é uma organização (associação ou fundação) orientada para fins de interesse geral e que presta serviços, sem fins lucrativos, à sociedade.

## No Brasil
Na esfera federal da administração pública, eram ditas de utilidade pública as sociedades civis, associações e fundações que receberam o referido título por assim o solicitarem, bem como por cumprir os requisitos da Lei n.º 91 de 28 de agosto de 1935. Em 2016 foi extinta a concessão do título de utilidade pública.
Podiam receber esse título as associações e fundações, legalmente constituídas no País, que comprovadamente apresentassem relatórios circunstanciados dos três anos antecedentes à formulação do pedido e que promovam a educação ou exerciam atividade de pesquisa científica, cultura, artística ou filantrópica, de caráter geral ou indiscriminado, predominantemente.
O título de Utilidade Pública Federal (UPF) era atribuído somente a entidades sem fins lucrativos, em reconhecimento a serviços relevantes por elas prestados, de maneira desinteressada, à sociedade.
A rigor, da declaração de UPF não decorria nenhum benefício ou vantagem à entidade, mas na prática o título trazia algumas vantagens para a instituição, como por exemplo:
- receber doações dedutíveis como despesa operacional para apuração da base de cálculo do imposto de renda e da Contribuição Social sobre o Lucro Líquido (CSLL) de pessoas jurídicas tributadas pelo lucro real, independentemente de aprovação de qualquer projeto, ou seja, só pela detenção do título;
- realizar sorteios mediante autorização da Receita Federal do Brasil;
- receber bens apreendidos pela Receita Federal do Brasil para a realização de bazares.

Pelas regras do artigo 1.º da Lei 91 de 1935, o título de Utilidade Pública Federal é obtido pelas pessoas jurídicas que "servirem desinteressadamente à coletividade", e se os cargos de sua diretoria, conselhos fiscais, deliberativos ou consultivos não forem remunerados.
Com o Decreto Federal 8 726 de 2016 (artigo 95) e da entrada em vigor da Lei 13 019 de 2014, conhecida como Marco Regulatório das Organizações da Sociedade Civil - MROSC, ficou extinta a concessão da denominação do título de Utilidade Pública, bem como isentas as entidades enquadradas naquela denominação de apresentarem relatório anual.
Neste contexto, foi criado no Brasil a comunidade das Organizações da Sociedade Civil e o Mapa das Organizações da Sociedade Civil.
Entre 2000 e 2016 esteve vigente o Decreto 3 415, que transferiu à competência exclusiva do Ministro da Justiça a concessão do título de utilidade pública, e preservava a obrigatoriedade de apresentação anual de um relatório de atividades.
Em verificação realizada em 2020 sobre Lei 13 204 de 14 de dezembro de 2015 observou-se que, apesar da concessão da denominação 'utilidade pública' ter sido extinta, o que a lei realiza com a nova lei é uma atualização de vários pontos da Lei  bem como de leis anteriores que abordavam sobre esta questão.
Questão esta que diz respeito especificamente, de acordo com a própria alteração que se tornou vigente, a normais gerais para parcerias entre administração pública e organizações da sociedade civil, em regime de mútua cooperação e mútuo interesse de finalidade. 
Veja-se o trecho a seguir:
"(...) Art. 2º A Lei nº 13 019, de 31 de julho de 2014, passa a vigorar com as seguintes alterações:
- "Art. 1º Esta Lei institui normas gerais para as parcerias entre a administração pública e organizações da sociedade civil, em regime de mútua cooperação, para a consecução de finalidades de interesse público e recíproco, mediante a execução de atividades ou de projetos previamente estabelecidos em planos de trabalho inseridos em termos de colaboração, em termos de fomento ou em acordos de cooperação." (NR) (...)" [11]

## Em Portugal
São ditas de utilidade pública as associações ou fundações que receberam o referido título por assim o solicitarem, bem como por cumprir os requisitos do Decreto-Lei n.º 460/77. D.R. n.º 257, Série I de 1977-11-07.